# Steven Pippin
Steven Pippin (Redhill, 1960 - ) est un artiste contemporain britannique qui vit et travaille à Londres et Berlin.